# PMK-40
PMK-40 (ros. ПМК-40) – rosyjska mina przeciwpiechotna bezpośredniego działania wprowadzona do uzbrojenia Armii Czerwonej w 1940. Prosta, nieduża mina z zapalnikiem naciskowym o sile nacisku rzędu kilkunastu kilogramów. Obliczona raczej na zranienie niż zabicie wroga, ze względu na niewielki ładunek.